# Nils Pedersson Upplänning
Nils Pedersson Upplänning, levde under 1400-talet, var en svensk häradshövding. Nils tillhörde frälseätten  Upplänning.

## Biografi
Nils Pedersson Upplänning var son till underlagmannen Peder Bengtsson Upplänning i Östergötland. Han var häradshövding i Göstrings härad 1450, 1458, 1462 och 1468.

### Familj
Nils Pedersson Upplänning var gift med Brita Jonsdotter, dotter till Jon Tykosson till Wäsby. De fick tillsammans barnen Peder Nilsson Upplänning och djäknen Olof Nilsson Upplänning.